# 航空学生

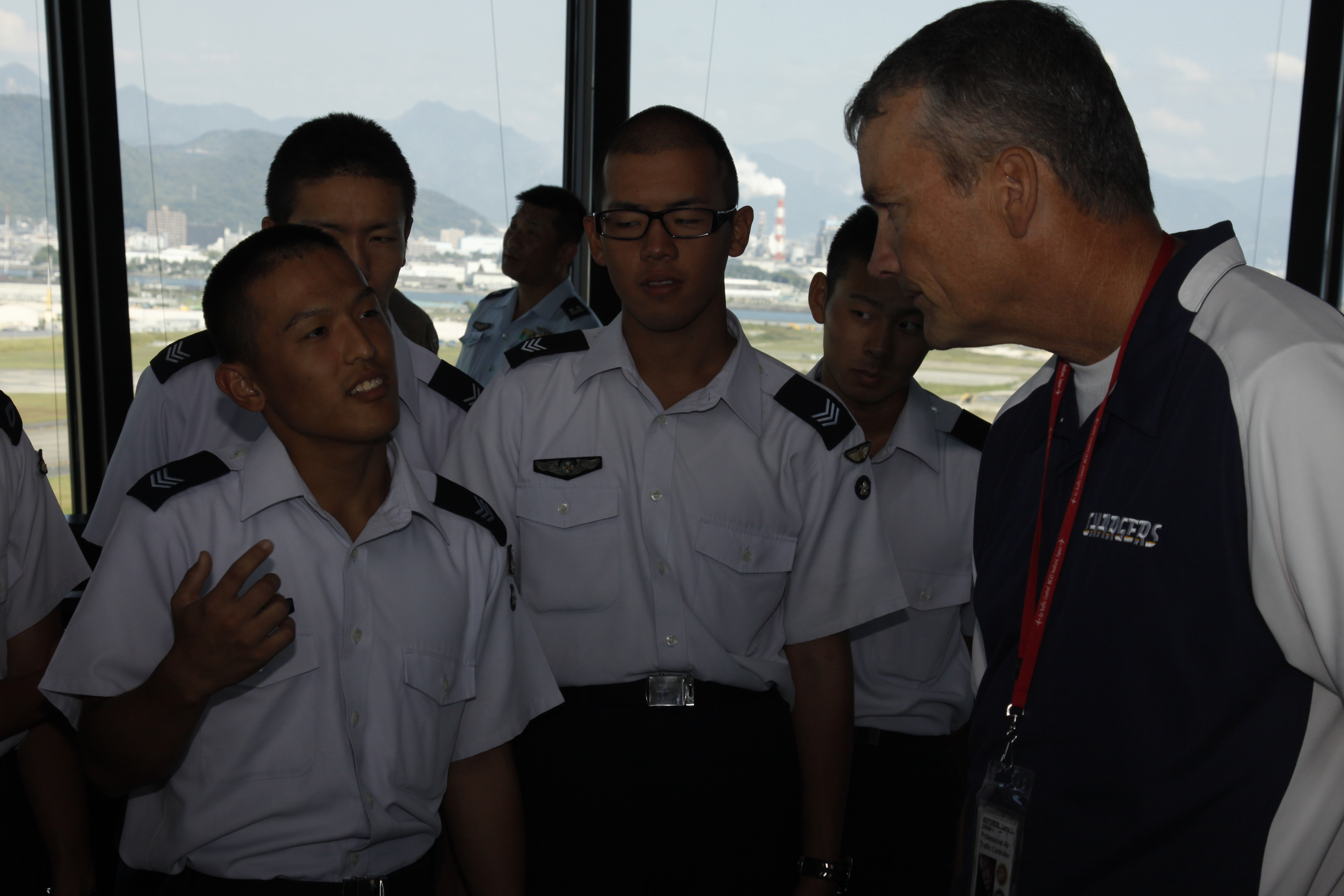
米軍の管制官と質疑応答する航空自衛隊の航空学生（岩国基地）

航空学生（こうくうがくせい　英語: Aviation Cadet）とは、日本の航空自衛隊における操縦士や海上自衛隊の航空機操縦士並びに戦術航空士の養成制度、および課程在学中の自衛官である者の呼称。略称は『航学』。
海上自衛隊の採用者は『海上要員』、航空自衛隊の採用者は『航空要員』とも呼ばれる。

## 概要

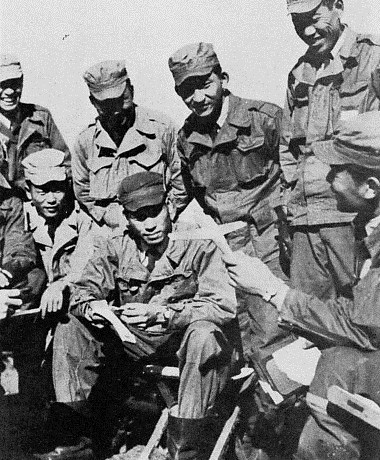
保安隊航空学校の航空操縦学生（1954年2月）

航空機が発明されると間を置かず軍隊は偵察機として利用し始めた。当時は必要とされる能力の高さから操縦訓練は少年期から開始するべきという考えが提唱され、イギリス軍が1919年に設置したRoyal Air Force College Cranwellから優秀な操縦士が誕生した。これを機に航空機を利用し始めた他国の軍でも同等の早期育成制度を創設した。アメリカでは1907年から操縦士、航空機関士、航法士、爆撃手を早期育成するFlight cadetを開始した。旧日本軍でも航空機の操縦に専念する年少者を採用し専門教育の修了後に下士官として扱う陸軍少年飛行兵（少飛）と海軍飛行予科練習生（予科練）からなる少年航空兵制度を運用し、陸海軍航空部隊においてはこれら課程の出身操縦士が人員面での中核となった。
第二次世界大戦の前後には航空隊を増強するため各国で定員を増やし、戦時中にはパイロットの主力となったが、大戦後期には航空機の進歩に合わせ利用法は単純な空戦や敵情視察だけでなく、戦略爆撃、戦術偵察、対潜哨戒、捜索救難など高度な判断力と権限が求められる任務が増加、アビオニクスの高度化により複雑な機器の操作も要求されるようになったため、早期育成による簡略化された課程では座学が足りないと考えられるようになった。さらに、第二次大戦が終結すると操縦士の需要が落ち着いたことで多くの国で早期教育制度が廃止され、航空機の操縦は士官学校において航空機の運用全般や戦術理論を学んだ士官（将校）に限られるようになった。
日本では1951年に警察予備隊がアメリカ陸軍のL-5導入を決定し準備を開始したが、敗戦による陸海軍の解体から操縦士・教官の育成が停止していたため、第1回L操縦学生は旧陸・海軍パイロットで構成され教官要員でもあった。保安隊に開設された航空学校では1955年に航空操縦学生制度を創設し隊員から第1期操縦学生を募集、6月2日から207名に対しT-6練習機を用いての操縦教育が始まった。初期の教官の多くは少飛・予科練出身であり、現場での教育方針も旧軍を踏襲していたため、実質的に制度を引き継いでの再出発であった。海上自衛隊でも操縦士と戦術航空士の養成が急務であり、予科練出身者が教官を務める操縦学生制度を創設した。航空操縦学生は後に航空学生と改称した。
民間でも操縦士が不足していたため1954年に航空大学校が創設されたが、航空機乗員養成所とは異なり軍事色は無くなり、自衛隊への人材供給も行われていない。
現在では操縦士・戦術航空士共に主要な供給源であり、特に操縦士の約70%が航空学生出身である。
海上自衛隊は小月教育航空群小月教育航空隊（小月航空基地）、航空自衛隊は第12飛行教育団航空学生教育群（防府北基地）にて、座学及び実技の教育訓練が行われる。
航空学生として入隊すると2士に任用され半年後に1士、1年後に士長、2年間の航空学生課程修了と同時に3曹に昇任。その後は飛行幹部候補生として航空機に搭乗して訓練を行う。海上自衛隊では平成29年度より試行として航空学生課程を1年4か月に短縮している。
海上要員は基礎課程合格後に固定翼・回転翼・戦術航空士に振り分けられ、機種・職種ごとに分かれた約2年の訓練課程に進む。全課程修了後に事業用操縦士を取得するとウイングマーク（航空機搭乗員徽章）を授与され、正式な操縦士となる。ウイングマーク授与後、副操縦士として約2年間の部隊勤務を経験する。
航空要員は地上準備課程終了後、T-7による操縦訓練終了後、学生の適性に合わせ戦闘機と救難機・輸送機・回転翼機に分かれた課程を修了して、部隊勤務を経験する。
海空自共に入隊から約5年半後に幹部候補生学校に入校（飛行幹部候補生課程）し、約半年間の幹部教育を受ける。卒業後3尉に任官し、編隊長や機長となる資格を得るための訓練を行う。
1993年度から女性の採用（航空自衛隊は戦闘機、偵察機以外）を開始し、2015年11月に性別による機種制限を撤廃した。
陸上自衛隊は航空学生制度を採用せず、隊員の中から飛行要員の選抜を行う陸曹航空操縦学生制度を運用している（旧陸軍における下士官操縦学生に類似）。
陸上自衛隊と海上保安庁は固定翼機操縦士の訓練を海上自衛隊に委託しているため、海上要員と共に操縦訓練を受ける。
アメリカ軍ではcadets（士官候補生）と見なしている。

## 航空学生課程

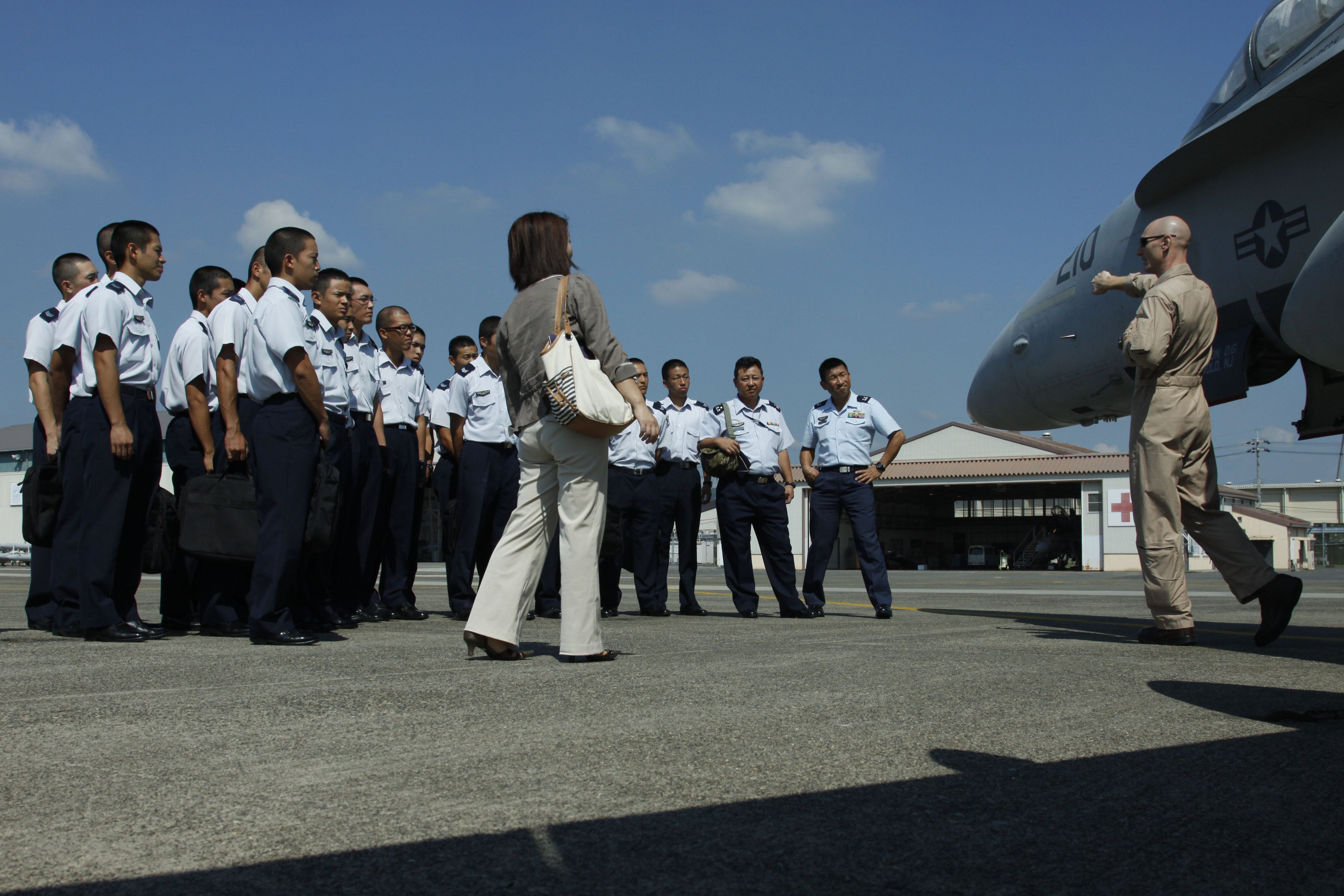
アメリカ海兵隊から説明を受ける航空要員（岩国基地）

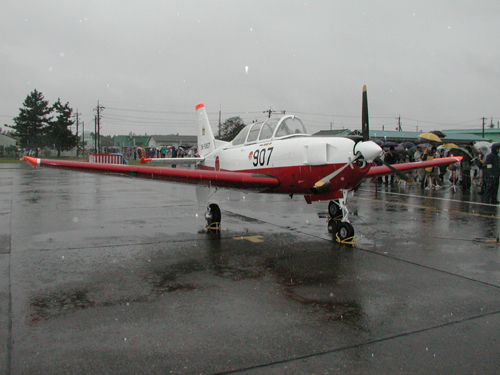
航空要員が初等練習で搭乗するT-7

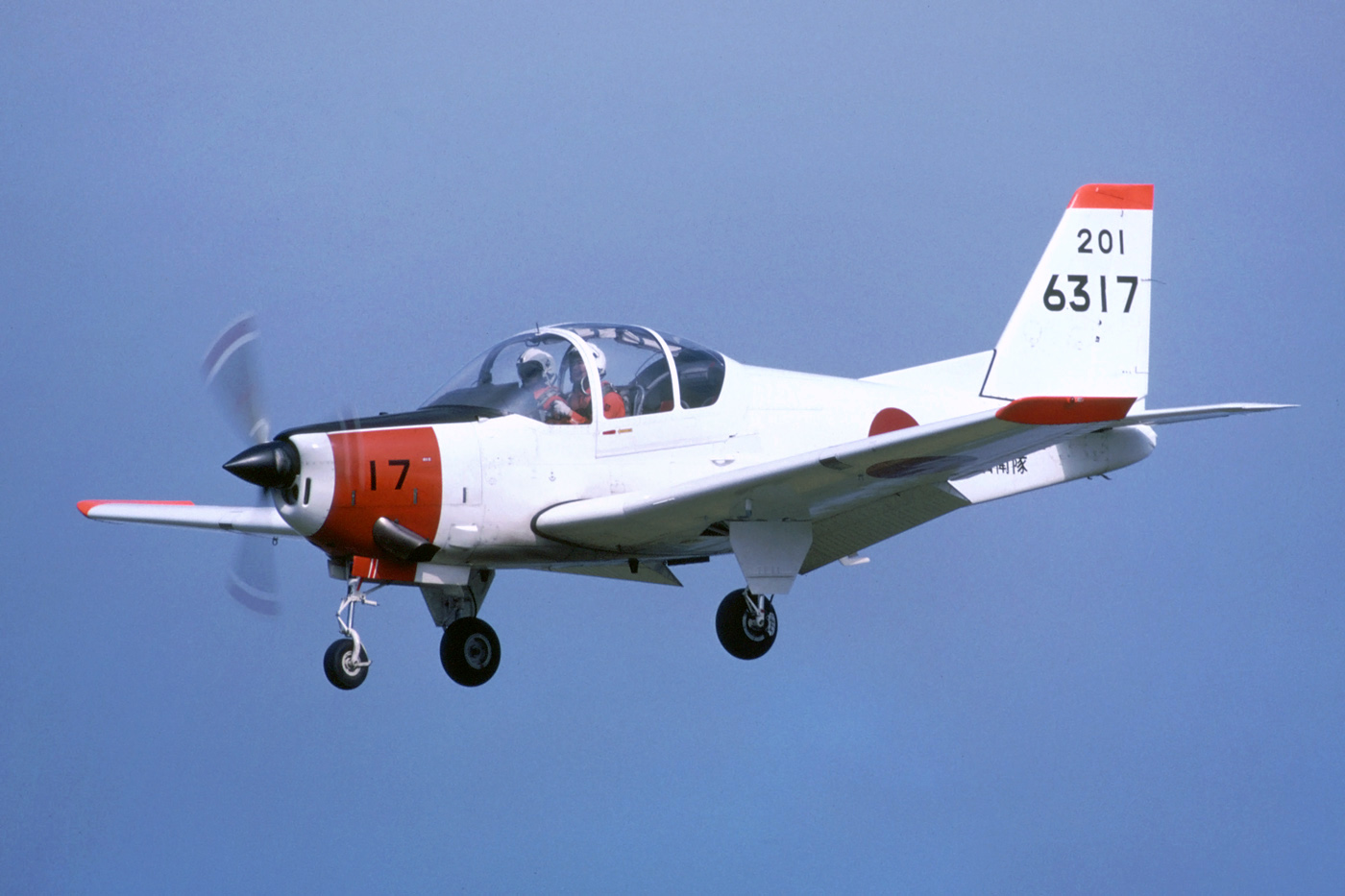
海上要員が初等練習で搭乗するT-5

### 入隊先
- 海上自衛隊航空学生（海上要員）
  - 山口県下関市の海上自衛隊小月教育航空群小月教育航空隊（小月航空基地）
- 航空自衛隊航空学生（航空要員）
  - 山口県防府市の航空自衛隊第12飛行教育団航空学生教育群（防府北基地）

### 課程の概要
- 1年目

基礎教育として自衛官に必須の服務や警備、戦闘訓練なども行う。
座学は航空機の操縦に必須となる英語・数学・物理が中心であるが、幹部自衛官に必要な防衛学（一部）と教養として哲学、心理学なども学ぶ。
- 2年目

航空力学、電子理論、航空英語、航空生理など、操縦に必要な専門教育に加え、操縦訓練に備え落下傘による降下訓練などを行う。

### 昇任
- 航空学生（曹候補者）の課程
  - 採用時：2等海士または2等空士（2士）
  - 採用から約6か月後：1等海士または1等空士（1士）
  - 採用から約1年後：海士長または空士長（士長）
  - 採用から約2年後：3等海曹または3等空曹（3曹）
- 飛行幹部候補生の課程
  - その後順次：2等海曹または2等空曹（2曹）、1等海曹または1等空曹（1曹）、海曹長または空曹長（曹長）
- 採用から約6年後：3等海尉または3等空尉（3尉）

ただし、現に自衛官である者が航空学生として採用された場合は、その者の現階級あるいはこれと同位の階級の海上自衛官若しくは航空自衛官に異動させて航空学生が命ぜられる。

## 受験資格
- 日本国籍を有し、海：18歳以上23歳未満の者　空：18歳以上24歳未満の者で、次のいずれかに該当する者

1. 高等学校卒業者または中等教育学校卒業者(卒業見込みの者も含む)
2. 高等専門学校3年次修了者(修了見込みの者も含む)
3. 高等学校卒業と同等以上の学力があると認められる者

高等工科学校生徒や条件を満たしていれば現役自衛官でも受験可能。陸上自衛隊に在籍する者が合格した場合は一度陸上を退職し、転官先に採用されることとなる。かつては自衛隊生徒からも受験可能だった。
試験は第1次から第3次試験まで行われ、段階的に選抜される。途中では独自基準の身体検査も行われる。2次試験までは共通で、3次試験は海自が脳波測定など航空身体検査の一部を実施、空自は医学適性検査と実際にT-7の操縦を行う操縦適性検査を実施する。

### 身体検査
身体基準は自衛官候補生とは別に『航空身体検査に関する訓令』に定められた基準に従うため不定期に改定されている。なお自衛隊の操縦士だけでなく海上保安庁も同じ基準を使用している。
検査項目は民間のパイロットに適用される『航空身体検査』とほぼ同等であるが、視力矯正度に制限がありコンタクトレンズは不可、肺活量が%肺活量ではなく絶対値、身長に上限（190cm）がある。また自衛官であるため刺青や自殺企図の既往歴がチェックされるなどの違いがある。なお視力の基準は年々緩和されており、近年（平成28年度）では遠距離裸眼視力の下限が0.2から0.1に緩和された。視力以外に聴力が基準に達しない者もいるという。
過去には強い加速度がかかった際に操縦桿を離さないだけの握力が必要とされたため握力検査もあったが、トレーニングで対応できるため現在は撤廃されている。
採用が内定していても入隊時に再度航空身体検査を行い、この際に不合格だった場合は不採用となる。

## 倍率
海上保安学校の航空課程と並びパイロットとして確実に就職できる最短コースであるため受験倍率は非常に高い状態が続いており、航空要員は2013年採用試験では受験者2823名に対し採用者は39名（72.4倍）と非常に難関であり、受験者の中には日本航空高等学校などに在籍し受験前に海外で操縦士の資格を取得している者もいる。一度不合格になったが浪人し再度受験する者、防衛大学校・航空大学校・海上保安学校などと併願する者もいる。日本航空高等学校石川の航空科普通科コースではグライダーでの訓練の他、受験対策として元パイロットの職員や卒業生の自衛官が面接指導を行うなどしている。
海上要員の女子は2022(令和4)年度採用が6人で倍率は13.8倍、航空要員の女子は2022(令和4)年度採用が2人で倍率は79.0倍となっている。
近年では少子化により自衛官の志願者数が減少しており、航空学生の志願者数も伸び悩んでいるという。2022(令和4)年度採用試験では海上要員の応募者数が651人(内女性83人)であり採用者数は70人(内女性6人)、倍率は9.3倍(13.8倍)、航空要員においては応募者数が1,216人(内女性159人)であり採用者数は75人(内女性2人)、倍率は16.2倍(79.5倍)であり、航空学生全体としては倍率は12.9倍(30.3倍)となっている。

## 特色

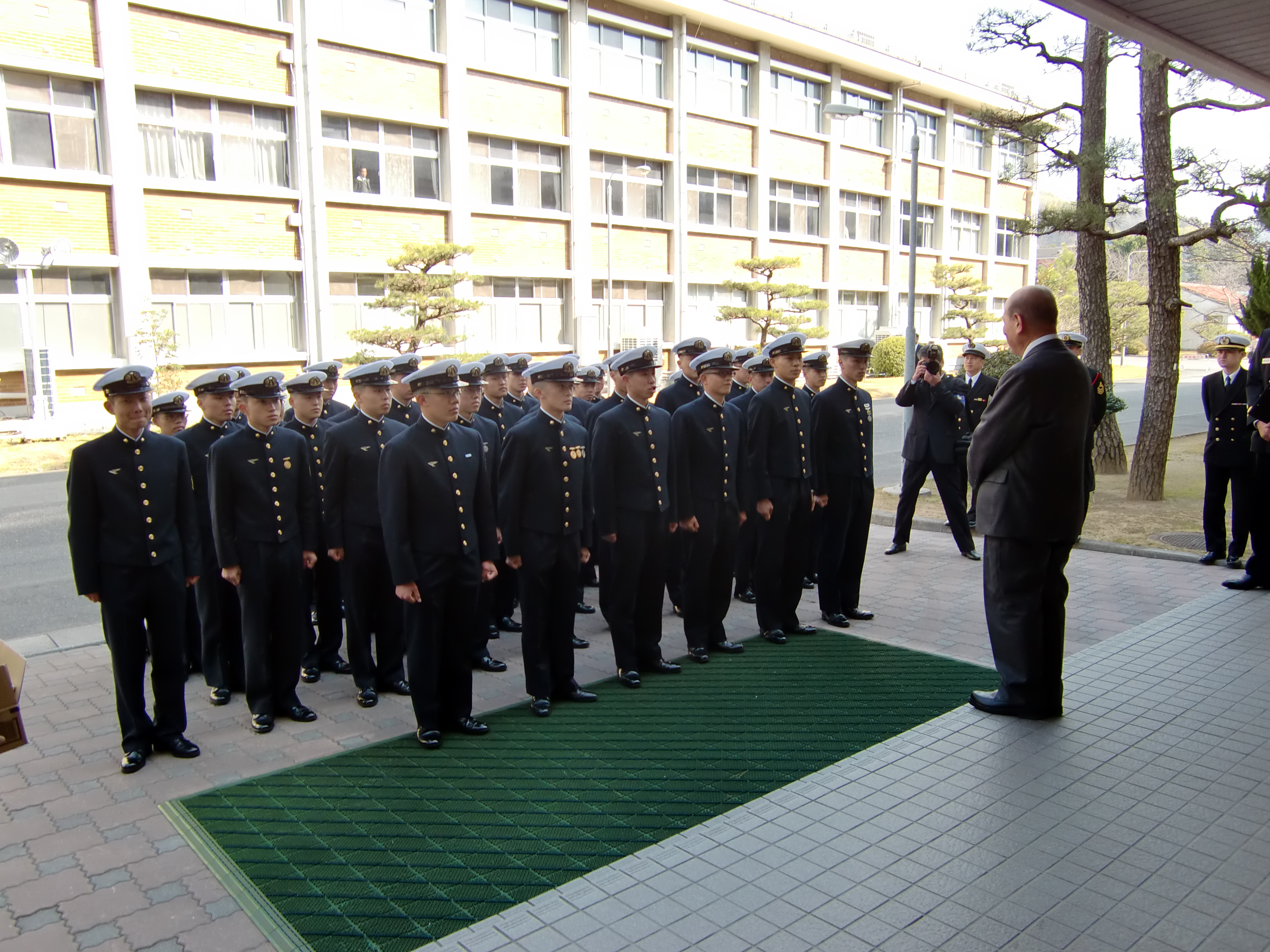
海上自衛隊生徒の冬服。胸の生徒識別章を除いて海上要員と同等

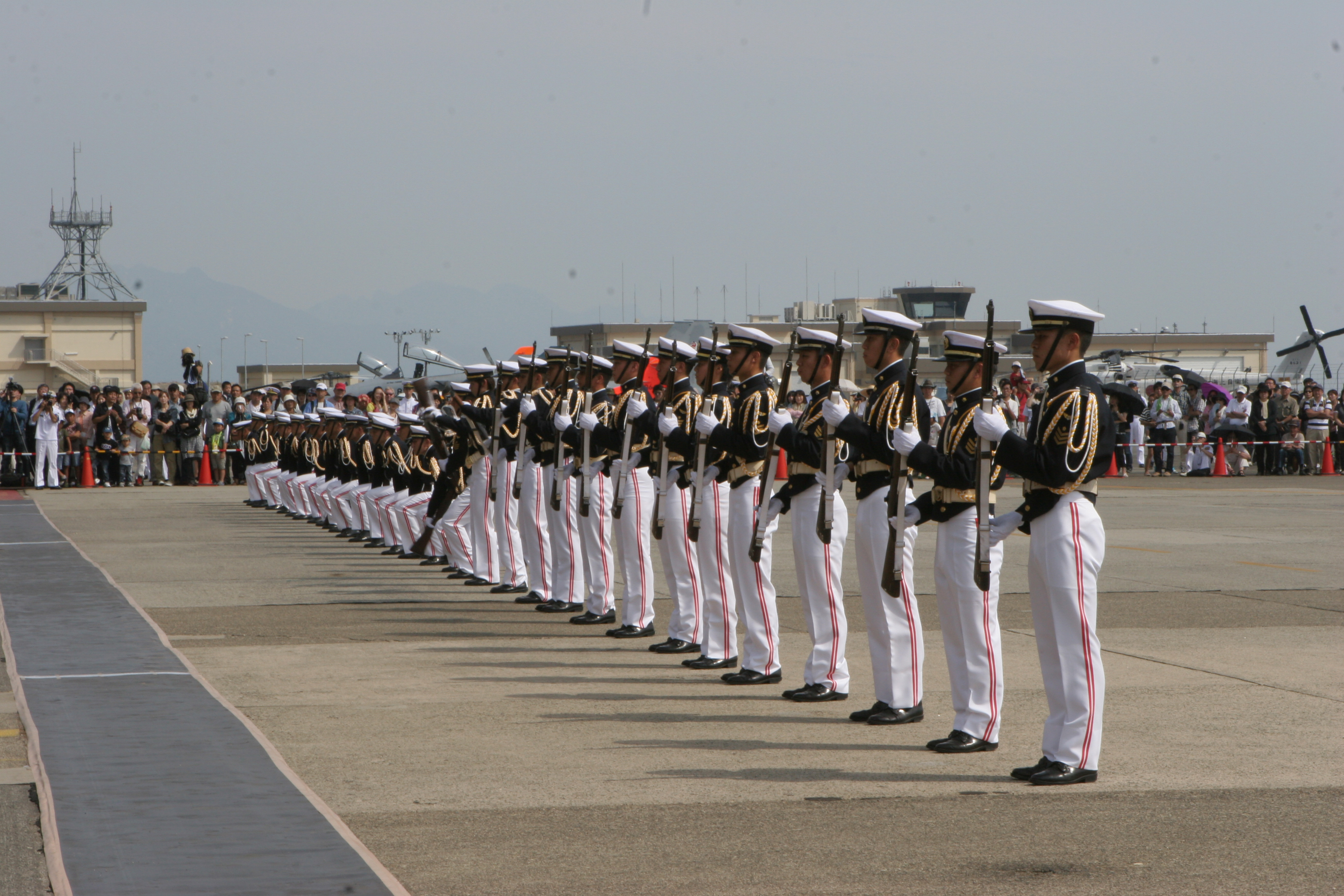
海上要員によるファンシードリル（岩国基地）

- 防衛大学校とは違い、学位授与機構による「大学の学部、大学院の修士課程又は博士課程と同等の水準にある教育課程」との認定をされていないため、学位は取得できない。
- 防大生とは違い、採用された時点で階級が指定される自衛官である。同じ2士の階級からスタートする自衛官候補生と違って、入隊直後から非任期制の自衛官で防衛省の定員に含まれる。
- 防大・一般大等出身の飛行要員は上級指揮官になることを前提として地上勤務などに就かせているが、航空学生は入隊当初からパイロット・戦術航空士となることを前提とした教育訓練を受け、飛行関連部隊の中堅（現場レベル）の指揮官として育成される。
- 最短で20歳から操縦訓練を開始し、勤務期間中も地上勤務に当たらせる事が比較的少ない為、総飛行時間は防大・一般大等出身幹部よりも格段に長い[20]ため技量が向上する。一方で地上での勤務は少ないため昇進は遅く、大半が3佐の操縦教官で定年を迎える。2佐以上への昇進は不可能ではなく、海上自衛隊では下総教育航空群司令部首席幕僚や第201教育航空隊司令を経験した岡崎拓生（海上要員3期）や徳島教育航空群司令を経験した村上浩（海上要員22期）などがいる。航空自衛隊では現役で空将補まで昇任した例があり(第4航空団司令、菅原 淳、航空要員1期)、また航空学生教育群司令(1佐(三))、及びその上級職の第12飛行教育団司令(1佐(一))、同副司令(1佐(二))には現在まで何人か航空学生出身者が補職されている。
- 空自は戦闘機パイロット育成を主眼としていたため、精神的、身体的、操縦技量に厳しい選抜基準を設けており、エリミネート率（パイロットになれない者の割合）は30〜40%、戦闘機に向かない者を輸送機や救難機などにコース変更させていたが、現在では初等操縦課程で適性を判定し、希望と併せて機種別コースに割り振る形態に変えている。
- 海自では11人前後が乗り組む哨戒機のパイロットと戦術航空士の育成が主目的であるため、視力や反射神経よりも判断・指揮・コミュニケーションなどの能力が重視される。またパイロットと戦術航空士を両方育成するため定員は70名であるが、最終的に50名程度まで絞られる。他にも、遠泳や短艇の操船など海自共通課目の他、短期ではあるが艦艇や潜水艦での訓練など独自の訓練課目が存在する。
- 航空学生課程を卒業した後であれば途中リタイアした者でも、航空機の整備員などへコース変更が可能である。また第1初級操縦課程（空自）、固定翼基礎課程（海自）を修了すると航空大学校の受験資格が得られる。
- 航空学生の徽章は翼の間に錨（海自）や桜（空自）を配したワッペン型のものでありウィングマークではない[21]
- 空海共にクラブ活動としてファンシードリルが盛んであり、基地祭などで披露され、海自航空学生と空自航空学生のドリル交換展示などの行事も実施されている。
- 海自の航空学生は22期から男子の冬制服に海軍飛行予科練習生と同じ「紺色の詰襟に七つボタン」、夏制服に同じデザインで白色の制服を採用している。2016年からは女性隊員への採用を目指し試行が始まった[22]。また学生歌が『若鷲の歌』の歌詞を変更した『海の若鷲』であるなど予科練の影響が強い。儀仗隊の礼服はズボンのサイドに赤いラインが入っているなど防大や空自の儀仗隊とはデザインが異なる。
- 給与は一般曹候補生と同じであるが、正規の操縦士と同じく航空加給食が支給され、3曹から幹部食堂での食事が許可されるなどの特別待遇がある[23]。
- パイロットには英語が必須であるため、英語教育に時間が割かれており、英語のスピーチコンテストも実施される。
- アメリカ軍との連携を重視しているため、航空部隊への見学が実施されている[24]。
- 野戦や落下傘による降下など、一部の訓練は陸自の施設を利用して行う。
- 航空要員が戦闘機パイロットとして部隊に配属されるまでには、5年間で5億円ほどがかかることから、早期退職者に訓練費用の返還を求める償還金制度が検討されているとの時事通信社による報道が防衛内局の 久沢洋 人事計画・補任課長のコメント付きであった[25]が、別記者から事実確認の問い合わせに対して防衛省は「パイロットの中途退職者増加は確かに問題視しており、実態の把握を始める段階ですが、記事中にあるように教育育成費用の返還義務、『償還金制度』は内局としては現時点で検討していません」と回答している[26]。

## 類似制度

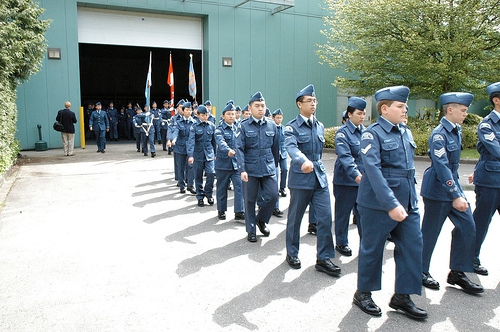
Royal Canadian Air Cadets参加者の行進訓練（2007年）

現代では士官学校や大学で4年間の教育を受けた卒業生から本人の希望・適正により振り分け、教育部隊で操縦訓練を開始するのが基本であり、18歳前後からパイロット要員として直接採用・教育するシステムは、イスラエル空軍のイスラエル空軍学校などごく少数である。
イギリス空軍には年少者向けの体験プログラムとしてイギリス空軍エアカデッツ（RAFAC）やグライダーを使って最初等訓練を行うボランティア・グライダー学校（VGS）が存在している。これらの制度は規律正しい生活の体験やグライダー操縦を通して空軍への関心を持ってもらう広報活動の一環であり、ベン・マーフィーのように入隊してパイロットとなった者もいるが、強制されないため民間のパイロットとなる者も多い。
カナダなどの英連邦諸国ではイギリスに倣い、カナダ空軍エアカデッツのような類似制度で勧誘を行っている。

## 著名な卒業者
- 岡崎拓生 - 海上自衛隊航空学生第3期。第201教育航空隊司令。
- 村上浩 - 海上自衛隊航空学生第22期。徳島教育航空群司令。
- 二階堂裕 - 海上自衛隊航空学生第25期。
- 阿比留義顯 - 海上自衛隊航空学生第28期。第205教育航空隊司令及び小月教育航空隊司令。退職後は柏市議会議員に当選。
- 田中光信 - 航空自衛隊航空学生第24期。ブルーインパルスの初代飛行隊長
- ロック岩崎 - 航空自衛隊航空学生第26期。退職後にエアショーに出演
- 塩澤信行 - 航空自衛隊航空学生第28期。ブルーインパルスの3代目飛行隊長
- 渡邊弘 - 航空自衛隊航空学生第32期。ブルーインパルスの4代目飛行隊長
- 山田堅太郎 - 航空自衛隊航空学生第57期。退職後は民間の曲技飛行チーム「TEAM GION」を結成[27]。
- 高部正樹-　航空自衛隊航空学生第39期。元傭兵